# Goodnight Mommy
Pour le remake de 2022, voir Goodnight Mommy (film, 2022)
 (mai 2016).
Si vous disposez d'ouvrages ou d'articles de référence ou si vous connaissez des sites web de qualité traitant du thème abordé ici, merci de compléter l'article en donnant les références utiles à sa vérifiabilité et en les liant à la section « Notes et références ».
Pour plus de détails, voir Fiche technique et Distribution.
Goodnight Mommy (Ich seh Ich seh, littéralement « Je vois, je vois » en allemand) est un drame d’horreur autrichien écrit et réalisé par Severin Fiala et Veronika Franz, sorti en 2014.
Le film est sélectionné comme entrée autrichienne pour l'Oscar du meilleur film en langue étrangère lors de la 88e cérémonie des Oscars qui s'est déroulée en 2016.

## Synopsis
Durant les vacances d'été, dans une luxueuse maison isolée, les jumeaux Elias et Lukas, âgés de 11 ans, voient revenir leur mère, la tête entièrement bandée après une absence justifiée par une lourde intervention de chirurgie esthétique au visage. Elle apparaît vite étrange dans son comportement, distante et froide avec les garçons, semblant cacher quelque chose.
Les rapports de la mère avec les jumeaux leur semblent inhabituels, elle ignore systématiquement Lukas, ne parle qu'à Elias. Dans leurs conciliabules secrets, les jumeaux doutent rapidement de son identité et, sous l'impulsion de Lukas, la mettent en question, puis au défi de se justifier. Les choses vont évoluer vers une violence perverse, jusqu'au dénouement final inattendu.

## Fiche technique
- Titre original : Ich seh Ich seh
- Titre anglophone et francophone : Goodnight Mommy
- Réalisation : Severin Fiala et Veronika Franz
- Scénario : Severin Fiala et Veronika Franz
- Musique : Olga Neuwirth
- Direction artistique : Hubert Klausner et Johannes Salat
- Costumes : Tanja Hausner
- Photographie : Martin Gschlacht
- Son : Matz Müller, Tobias Fleig et Erik Mischijew
- Montage : Michael Palm
- Production : Ulrich Seidl
- Société de distribution : Stadtkino Verleih
- Pays de production :  Autriche
- Langue originale : allemand
- Format : couleur
- Genre : drame, horreur
- Durée : 100 minutes
- Dates de sortie :
  - Italie : 30 août 2014 (Mostra de Venise)
  - Autriche : janvier 2015
  - France : 23 janvier 2015 (festival Premiers Plans d'Angers) ; 13 mai 2015 (sortie nationale)
- Interdit aux moins de 12 ans lors de sa sortie en salles en France

## Distribution
- Susanne Wuest : la mère
- Elias Schwarz : Elias
- Lukas Schwarz : Lukas
- Hans Escher
- Elfriede Schatz
- Karl Purker
- Georg Deliovsky
- Christian Steindl
- Christian Schatz
- Erwin Schmalzbauer

## Accueil

### Sortie internationale
Goodnight Mommy est sélectionné en avant-première mondiale à la Mostra de Venise dans la catégorie « Orizzonti », le 30 août 2014 avant qu'il ne se projette dans tout le pays d'Autriche en janvier 2015.
La France le découvre, en janvier 2015, au festival Premiers Plans d'Angers et au festival international du film fantastique de Gérardmer.

### Accueil critique
Du festival international du film fantastique de Gérardmer, Mehdi Omaïs écrit sur un article du Metronews : « Le résultat épate par sa perfection formelle (quasi maladive) et le crescendo méphistophélique qu’il déploie, distillant dans son dernier tiers des séquences de torture comme on en a rarement vu au cinéma. (…) La relève de Michael Haneke et Ulrich Seidl semble — toutes proportions gardées — éclore ».

## Distinctions

### Récompenses
- Festival international du film de Catalogne 2014 : « Official Fantàstic Panorama Selection » - Grand prix du film fantastique européen en argent
- Festival international du film de Thessalonique 2014 : « International Competition » - Prix FIPRESCI
- Festival international du film fantastique de Gérardmer 2015 : Prix du Jury Syfy et Prix du Jury Jeunes
- Festival Hallucinations collectives 2015 : Grand prix du festival (prix du public)

### Sélections
- Mostra de Venise 2014 : « Orizzonti » - Prix Horizons du meilleur film pour Severin Fiala et Veronika Franz
- Festival international du film de Toronto 2014 : « Vanguard »